# Glenrothes
Glenrothes (gael. Gleann Rathais) − miasto we wschodniej Szkocji, ośrodek administracyjny hrabstwa Fife, położone nad rzeką Leven. W 2011 roku liczyło 39 277 mieszkańców.